# Miklai Mária
Miklai Mária (Gyulakeszi, 1943. október 12. − Győr, 2022. november 30.) gyártásvezető.
Több mint 660 alkalommal volt gyártásvezető, magyar változat munkatársa.

## Élete
Miklai Mária 1943. október 12-én született Gyulakeszin, Miklai József és Németh Irma második gyermekeként. Két testvére közül bátyja 3 hónapos korában elhunyt. Öccsével az elemi iskolát Gyulakeszin végezték el. Édesapjuk korán elhagyta a családot, édesanyjuk egyedül nevelte fel őket, szegényes körülmények között. Középiskolai tanulmányait Tapolcán folytatta, gyermekorvos szeretett volna lenni.
A Pécsi Tudományegyetemen kezdte meg tanulmányait orvostanhallgatóként, amit két év után családi okok, és hiperérzékenysége miatt abba kellett hagynia. Szociális érzékenysége, empátiája és állatszeretete egész életét meghatározta.
Budapestre költözött, majd a '70 években kezdett el dolgozni a Pannónia Filmstúdiónál. Több mint 30 évig dolgozott gyártásvezetőként. Munkájának elismeréseként 1994-ben megkapta a Magyar Köztársasági Érdemrend Kiskeresztjét Göncz Árpád köztársasági elnöktől, 2019-ben pedig a Szinkron életműdíjat.
Vendégszereplőként egy-két rész erejéig látható volt a Szomszédok negyedik és ötödik évadában Böhm unokahúgaként.

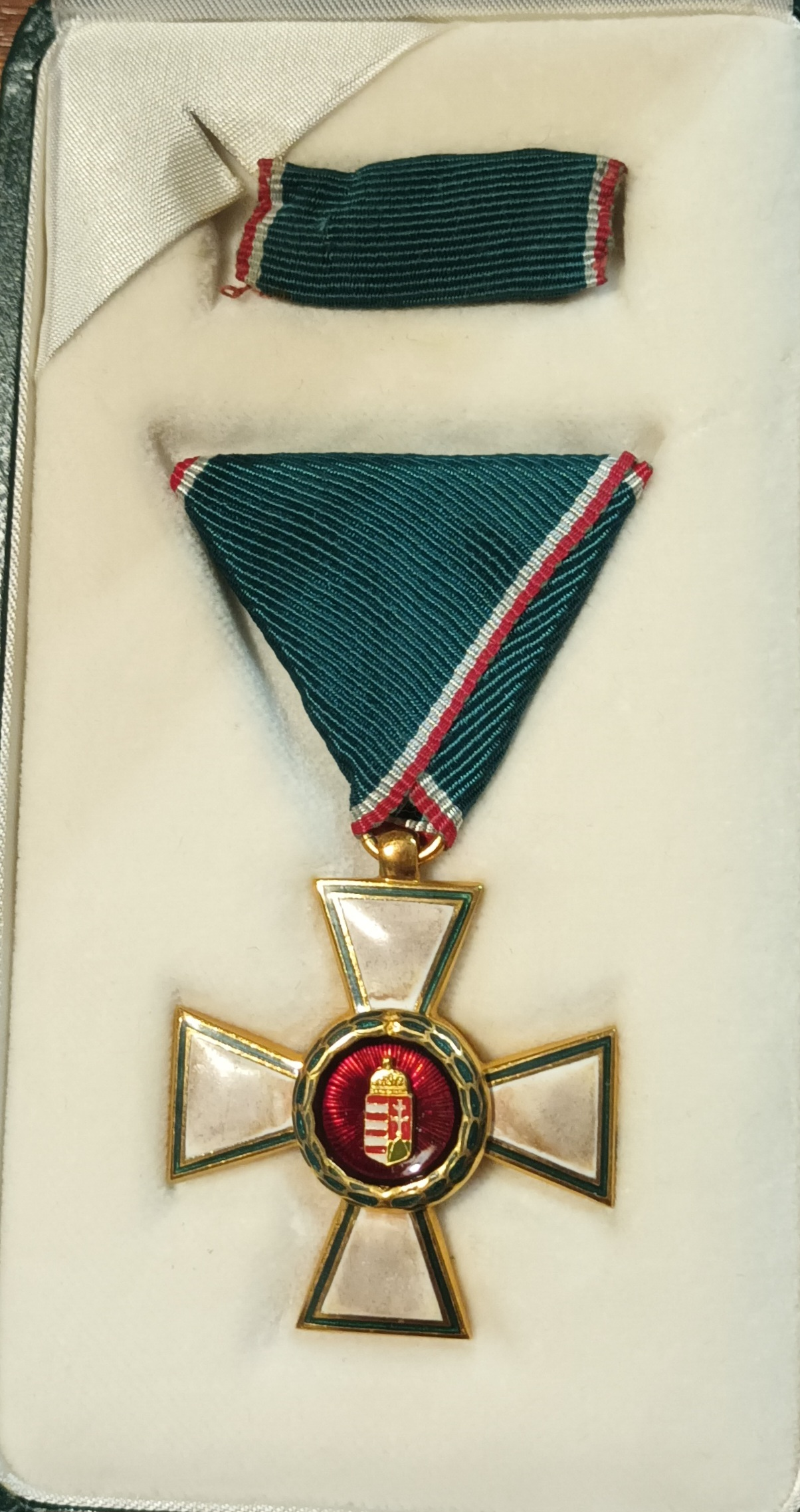
Kiskereszt

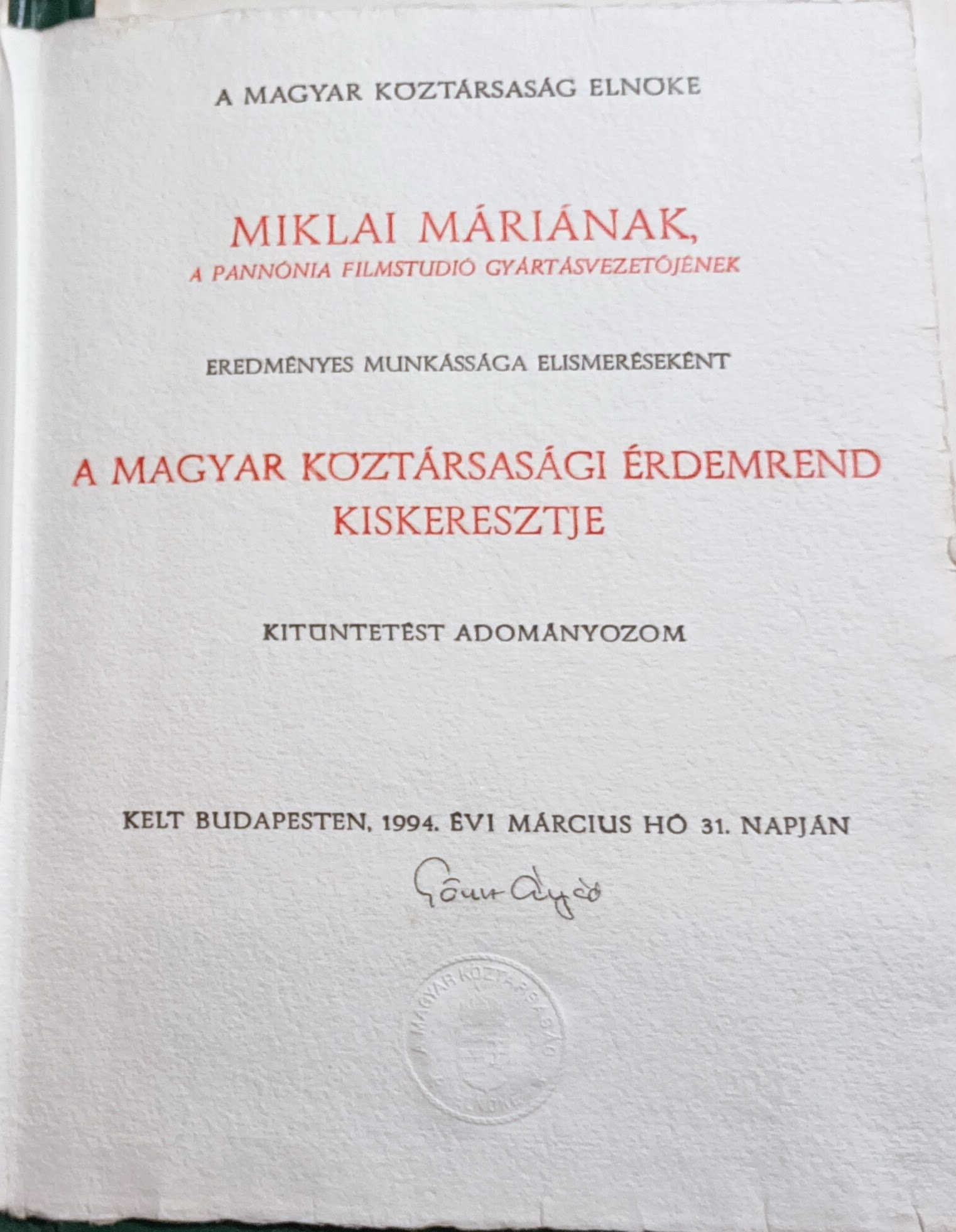
Magyar Köztársasági Érdemrend Kiskeresztje 1994

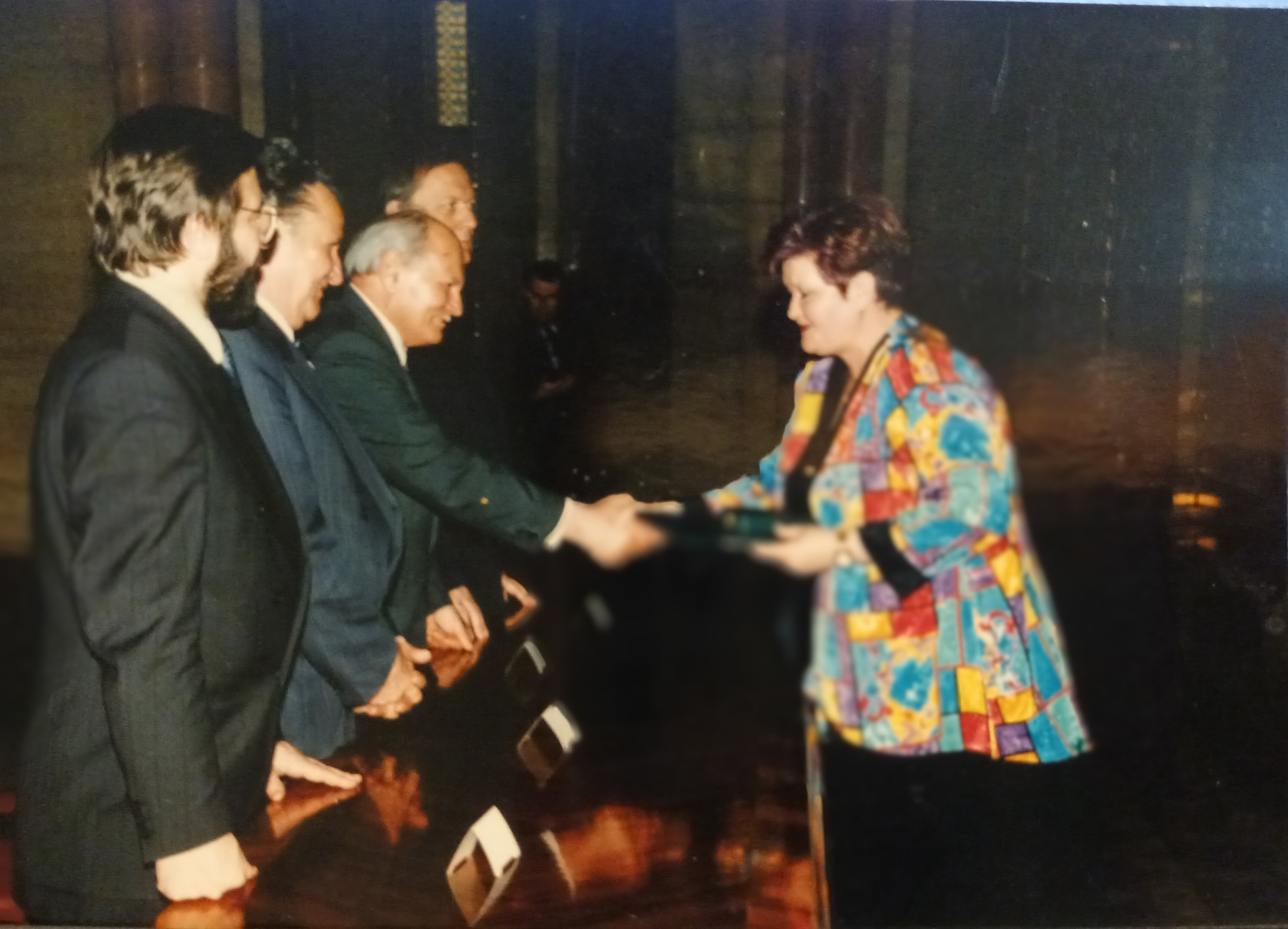
Kitűntetés átadás

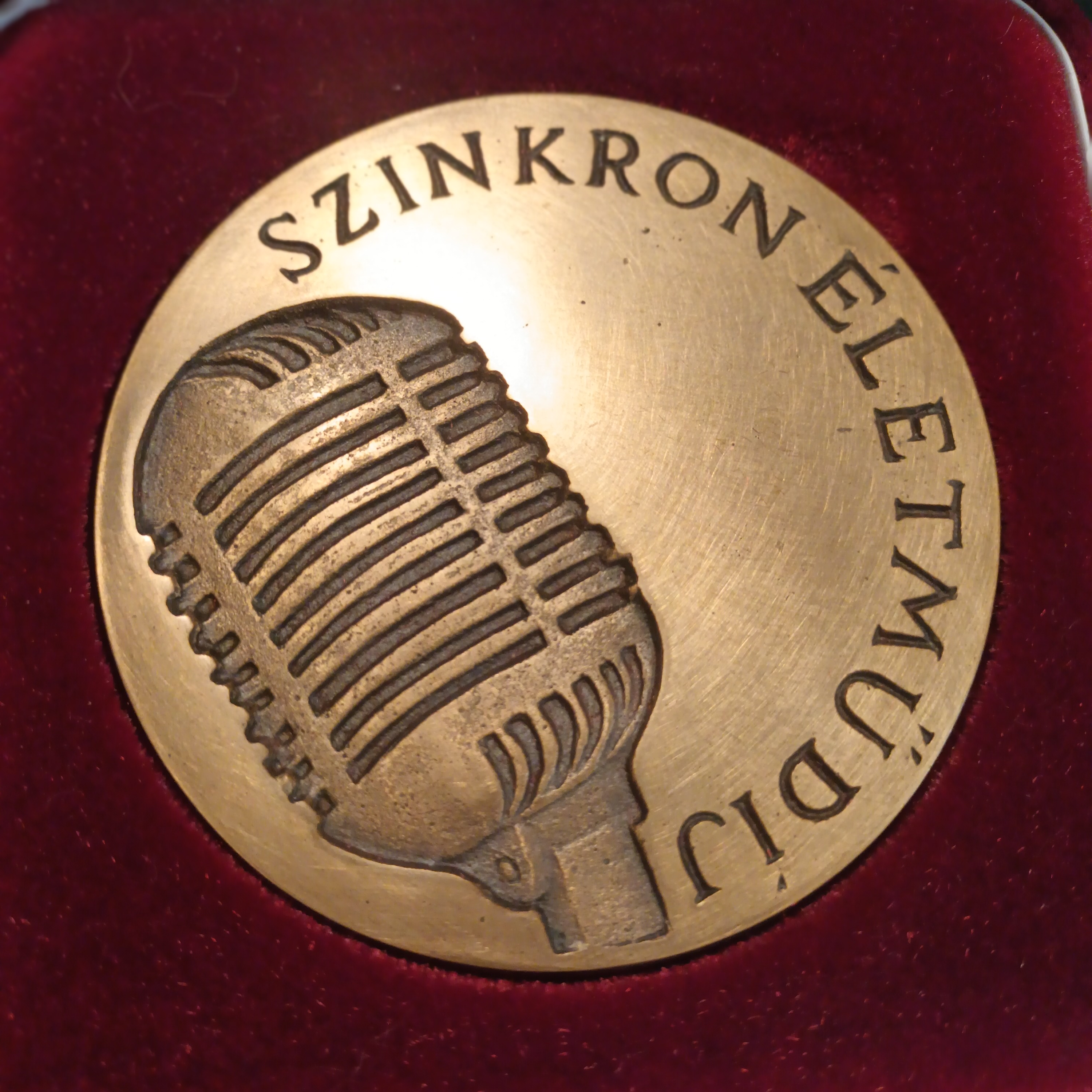
Szinkron életműdíj

## Munkássága
- Videovox Stúdió (Kft.)
- Balog Mix Stúdió
- Magyar Szinkron- és Videovállalat  [4]
- Pannónia Filmstúdió

## Filmek
Gyártásvezető több, mint 600 alkalommal.

- Grand Hotel (1932)
- Charlie Chan Londonban (1934)
- 39 lépcsőfok (1935)
- Bűn és bűnhődés (1935)
- Ahogy tetszik (1936)
- A könnyűlovasság (1936)
- Titkos ügynök (1936)
- Fiatal és ártatlan (1937)
- Sötét utazás (1937)
- Stan és Pan az idegenlégióban (1939)
- 21 nap (1940)
- A dzsungel könyve (1942)
- Amíg a felhők tovaszállnak (1946
- Az óra körbejár (1946)
- Az őzgida (1946)
- Az a kedves barna hölgy (1947)
- Anna Karenina (1948)
- A kötél (1948)
- Párizs bálványa (1948)
- Kolumbusz Kristóf (1949)
- Fiúk, lányok, kutyák (1950)
- A másik asszony (1950)
- A papa kedvence (1951)
- A Riviérán (1951)
- Bűntanya (1952)
- A császár pékje (1952)
- Délidő (1952)
- Ivanhoe (1952)
- Tokiói történet (1953)
- Amikor utoljára láttam Párizst (1954)
- Fogjunk tolvajt! (1955)
- Hétévi vágyakozás (1955)
- Ördöngösök (1955)
- 80 nap alatt a Föld körül (1956)
- Teaház az augusztusi holdhoz (1956)
- Csatorna (1957)
- El Paóban nő a láz (1959)
- Ördögi trükk (1959)
- Egy asszony meg a lánya (1960)
- Kifulladásig (1960)
- Matróz a rakétában (1960)
- Mindenki haza! (1960)
- Van, aki hidegen szereti (1960)
- Egy maroknyi csoda (1961)
- El Cid (1961)
- Gonosz játékok (1961)
- A három testőr: A királyné nyakéke (1961)
- Irány játékország (1961)
- Kint vagyunk a vízből (1961)
- Mr. Szeptember (1961
- Szülők csapdában (1961)
- Csak ketten játszhatják (1962)
- A hét dada (1962)
- Lolita (1962)
- Amerikai fogócska (1963)
- Banánhéj (1963)
- Két pár texasi (1963)
- Kleopátra (1963)
- Madarak (1963)
- A bájos kis ostoba nő (1964)
- Cyrano és d'Artagnan (1964)
- Folytassa, Kleo! (1964)
- Mary Poppins (1964)
- Belphegor, avagy a Louvre fantomja - 1. rész (1965)
- Belphegor, avagy a Louvre fantomja - 2. rész (1965)
- Josef Kilián (1965)
- Mandragóra (1965)
- Mi újság, cicamica? (1965)
- Nehézfiúk (1965)
- A nyúl én vagyok (1965)
- Pokoli találmány (1965)
- Az algíri csata (1966)
- Brancaleone ármádiája (1966)
- Casino Royale (1966)
- Ébresztő a halottnak (1966)
- Elcserélt küldemények (1966)
- A zsákmány (1966)
- Bilincs és mosoly (1967)
- Charlie Bubbles (1967
- Dobogó szívvel (1967)
- A hárem (1967)
- Ketten az úton (1967)
- Egy könnycsepp az arcodon (1967)
- A nap szépe (1967)
- Szicíliai Don Giovanni (1967)
- A tábornokok éjszakája (1967)
- A tigris (1967)
- Furcsa pár (1968)
- Pasas a tönk szélén (1968)
- Rómeó és Júlia (1968)
- Csillogó vízgyűrűk (1969
- Folytassa a kempingben, avagy felejtsd el a hálózsákot! (1969)
- Gyászszertartás (1969)
- Hotel Royal (1969)
- Kes (1969)
- Medea (1969
- Vad banda (1969)
- A 22-es csapdája (1970)
- Cromwell (1970)
- Kelly hősei (1970)
- Két öszvért Sára nővérnek (1970)
- Kezdjétek a forradalmat, de nélkülem! (1970)
- A pap, a kurtizán és a magányos hős (1970)
- Szamárbőr (1970)
- Az ügyvéd (1970)
- Bohózat lőporral (1971)
- Egy lány Chicagóban (1971)
- Hotel Plaza (1971)
- Piszkos Harry 1.: Piszkos Harry (1971)
- Rum bulvár (1971)
- Sátáni ötlet (1971)
- A víz alatti város (1971)
- Az 5. hatalom (1972)
- A mező liliomai (1972)
- Mr. Süket trükkjei (1972)
- A nagy leszámolás (1972)
- Az olasz kártyajáték (1972)
- Sötét Torino (1972)
- A szökés (1972)
- Babaház (1973)
- Don Juan, vagy ha Don Juan nő lett volna (1973)
- Az igazság ereje (1973)
- Jeremy (1973)
- A nagy zabálás (1973)
- Az ördögűző (1973)
- Pat Garrett és Billy, a kölyök (1973)
- A vonat (1973)
- Ember a hintán (1974)
- Fordítsd oda a másik orcád is! (1974)
- Godzilla a Mechagodzilla ellen (1974)
- Hiéna a kisvárosban (1974)
- A macskás öregúr (1974)
- Nora Helmer (1974)
- Pokoli torony (1974)
- Ujjlenyomat nincs (1974)
- Agyő, haver! (1975)
- Almagombóc banda (1975)
- Cogburn, a békebíró (1975)
- Éjfélkor indul útjára a gyönyör (1975)
- Az élet dicsérete (1975)
- Fantozzi (1975)
- Félelem a város felett (1975)
- Kánikulai délután (1975)
- Lucky Lady (1975)
- Tébolyult gyilkosság (1975)
- Tükör (1975)
- Alice, édes Alice! (1976)
- Bezárva (1976)
- Carrie (Carrie)]] (1976)
- Csillag születik (1976)
- Az elveszett meccs (1976)
- Kiköpött apja (1976)
- King Kong (1976)
- A Lerouge-ügy (1976)
- Matecumbe kincse (1976)
- Rocky (1976)
- Tízezer dolláros megbízás (1976)
- Bátor kapitányok (1977)
- Csillagok háborúja IV. - Egy új remény (1977)
- Gulliver utazásai (1977)
- A milliomos (1977)
- Mr. Milliárd (1977)
- Vaskereszt (1977)
- Zuhatag frizura (1977)
- Cápa 2. (1978)
- Egy úr az űrből - I/1. rész (1978)
- Fogózz, bikfic! (1978)
- Földi űrutazás (1978)
- A görög mágnás (1978)
- Grease (1978)
- Harminckilenc lépcsőfok (1978)
- Háromkirályok ajándéka (1978)
- Kaliforniai lakosztály (1978)
- Mindenáron vesztes (1978)
- Moziregény (1978)
- A nagy Fox (1978)
- A tenger meggyilkolása (1978)
- Vízimese (1978)
- Almagombóc banda 2. (1979)
- Apokalipszis most (1979)
- A bajnok (1979)
- Egy elvált férfi ballépései (1979)
- A fekete lyuk (1979)
- A gavallér (1979)
- Krisztus megállt Ebolinál (1979)
- Mad Max (1979)
- Manhattan (1979)
- Mesés férfiak kurblival (1979)
- Nosferatu, a vámpír (1979)
- Rabbi a vadnyugaton (1979)
- Térdre kényszerítve (1979)
- Az utolsó fellángolás (1979
- A XX. század kalózai (1979)
- Anna Frank naplója (1980)
- Attica (1980)
- Csillagok háborúja V. - A Birodalom visszavág (1980)
- Ékes gyilkosság (1980)
- A faláda és a kísértet (1980)
- Felhőtáncos (1980)
- A halál archívuma 1. rész: Embervadászat (1980)
- Határsáv (1980)
- A lator (1980)
- Legyél az apukám! (1980)
- Nagy amerikai forgalmi dugó (1980)
- Rodeós lány (1980)
- A róka szemében (1980)
- A túlélés ára (1980)
- Útielszámolás (1980)
- Az utolsó metró (1980)
- A barátság veszélyei (1981)
- A Bushido-penge (1981)
- Derrick - VIII/10. rész: Halál a tóban (1981)
- Egy amerikai farkasember Londonban (1981)
- Egy zsaru bőréért (1981)
- Elakadás (1981)
- Életünket és vérünket (1981)
- Emlékszel Dolly Bellre? (1981)
- Fantom az éjszakában (1981)
- Fényévekre innen (1981)
- Egy fogadós feljegyzései (1981)
- A francia hadnagy szeretője (1981)
- Gyilkos bolygó (1981)
- Haver, haver (1981)
- Indiana Jones 1.: Indiana Jones és az elveszett frigyláda fosztogatói (1981)
- A kaméliás hölgy igaz története (1981)
- A kis egyszarvú (1981)
- Montenegro (1981)
- Talpig olajban (1981)
- Családban marad (1982)
- Csali Mary, a zsaru (1982)
- Danton (1982)
- Az éjszaka csendje (1982)
- Josephine Franciaországban (1982)
- A postakocsi (1982)
- Sivatagi paradicsom (1982)
- Telitalálat! (1982)
- A törvényes erőszak (1982)
- Valentina (1982)
- Balegyenes (1983)
- Gyilkosság Coweta megyében (1983)
- A hercegnő és a robot (1983)
- Homokfal (1983)
- Magányos farkas (1983)
- A nyolc szamuráj legendája (1983)
- Nyomás utána! (1983)
- Az Osterman hétvége (1983)
- Öt láda aranyrög (1983)
- A part (1983)
- Piszkos Harry 4.: Az igazság útja (1983)
- A sebhelyesarcú (1983)
- A szökés - Eddie Macon futása (1983)
- Tavaszi szimfónia (1983)
- Bagoly mondja verébnek (1984)
- Broadway Danny Rose (1984)
- Az élet megy tovább (1984)
- Frederika nagy szerelme (1984)
- A három obsitos (1984)
- Indiana Jones 2.: Indiana Jones és a Végzet Temploma (1984)
- Kellemes húsvéti ünnepeket! (1984)
- Két legyet egy csapásra (1984)
- Kettős szerepben (1984)
- A kis vonatrablás (1984)
- A kutya, aki megállította a háborút (1984)
- Magányos nők (1984)
- A repülő (1984)
- Sárga Haj és az aranyerőd (1984)
- A smaragd románca (1984)
- Újra itthon a tengerész (1984)
- Anna - 1. rész (1985)
- Anna - 2. rész (1985)
- Bagratyion (1985)
- A csillagvadász - Orin legendája (1985)
- Egyetlen tanú (1985)
- Az elsüllyedt világok - I/1. rész: Árkádia városa (1985)
- Felelős nagykorúság (1985)
- Fletch (1985)
- Levél Brezsnyevnek (1985)
- Lidérces órák (1985)
- Macskaszem (1985)
- Maszk (1985)
- Montreáli bankrablás (1985)
- A Nílus gyöngye (1985)
- Pici, az elveszett legenda titka (1985)
- Piszkos gondolatok (1985)
- Tex és a mélység ura (1985)
- Vadlibák 2. (1985)
- Vissza a jövőbe (1985)
- ALF - I/1. rész: A jövevény (1986)
- [[Alma a fájától 1986)
- Az asszony és az idegen (1986)
- Bunbury, avagy hogyan legyünk győzők (1986)
- Családi balhé (1986)
- Diplomás örömlány (1986)
- Az egér és a motor (1986)
- Előre a múltba (1986)
- Hajtűkanyar (1986)
- I Love You (1986)
- Kék, mint a pokol (1986)
- Kobra (Cobra)]] (1986)
- Leskelődni veszélyes (1986)
- Murrow (1986)
- Pókháló (1986)
- A rózsa neve (1986)
- Szülők újra csapdában / Szülők még mindig csapdában  (1986)
- Top Gun (1986)
- A világ leggazdagabb macskája (1986)
- Anna - 3. rész (1987)
- Anna - 4. rész (1987)
- Csillagos ötös (1987)
- Dobjuk ki anyut a vonatból (1987)
- Az erénydíj (1987)
- Felhővalcer (1987)
- A gyönyörű őzek halála (1987)
- Hellraiser (1987)
- Iskolai nyomozó (1987)
- Jó reggelt, Vietnam! (1987)
- Jómadarak (1987)
- Kockán nyert szerelem (1987)
- A magányos zsaru (1987)
- Mindannyiunk ege (1987)
- Nagyláb (1987)
- Porsche-tolvajok (1987)
- Egy rém rendes család - I/1. rész: Új szomszédok (1987)
- Az utca fia (1987)
- Az utolsó ártatlan ember (1987)
- Vörös hold (1987)
- A barcelonai kapcsolat (1988)
- Bat 21 (1988)
- Cicispipik vakáción (1988)
- Csupasz pisztoly (1988)
- Dolgozó lány (1988)
- Egy másik asszony (1988)
- Földönkívüli zsaru (1988)
- Gor (1988)
- Koktél (1988)
- Mindez én vagyok (1988)
- Mozgó célpont (1988)
- Münchausen báró kalandjai (1988)
- Mutasd meg, ki vagy (1988)
- A nagy kiruccanás (1988)
- Rémálom az Elm utcában 4. (1988)
- Robotpárbaj (1988)
- Szemenszedett szenzáció (1988)
- Szextetthely - 1. rész: A hirdetés (1988)
- Trükkös Tomi és a bélyegutazás (1988)
- Vámpírok Velencében (1988)
- Visszatérés a fagyos folyóhoz (1988)
- Willow (1988)
- Batman 1.: Batman (1989)
- Belevaló papapótló (1989)
- Cinema Paradiso (1989)
- Éjszakai séta (1989)
- Farkasok éjszakája (1989)
- Gran Paradiso - Egy megmaradt ősi világ (1989)
- Gyilkosság a paradicsomban (1989)
- Halálos csönd (1989)
- Hóbortos hétvége (1989)
- Indiana Jones 3.: Indiana Jones és az utolsó kereszteslovag (1989)
- Jól fésült pióca (1989)
- Kutyám, Jerry Lee (1989)
- A lány, aki túl sokat tud (1989)
- Meztelen halál 2. (1989)
- Mondhatsz akármit (1989)
- Ökölharcos (1989)
- Pestalozzi hegye (1989)
- Rádió Corbeau (1989)
- Szellemirtók 2. (1989
- Szex, hazugság, video (1989)
- Tízparancsolat 1 (1989)
- Tízparancsolat 2 (1989)
- Tízparancsolat 4. (1989)
- Tízparancsolat 5. (1989)
- Tízparancsolat 6 (1989
- Tízparancsolat 7. (1989)
- Vissza a jövőbe 2. (1989)
- Acélcsapda (1990)
- Balu kapitány kalandjai - I/1. rész: A villámkő titka (1990)
- Családos férfi (1990)
- Évszakok a tengeren (1990)
- Farkasokkal táncoló (1990)
- Férjvadászok (1990)
- Hajótöröttek (1990)
- Idegenek Velencében (1990)
- Indiánok - Felkelés az őserdőben (1990)
- A keresztapa III. (1990)
- Lucky Luke (1990)
- Megölni Hitlert (1990)
- Menekülés (1990)
- Nikita (1990)
- Önkényes bíráskodás (1990)
- A szerencse forgandó (1990)
- Tűzmadár akció (1990)
- A véreskü (1990)
- Vérhold (1990)
- Vissza a jövőbe 3. (1990)
- Általános iskola (1991)
- A holdember (1991)
- Jelenetek egy áruházból (1991)
- Apró-cseprő kalandok - Nyúlfarknyi vakáció (1992)
- A bajnok és a kölyök (1992)
- A dzsentlemanus (1992)
- A fantomlovasok (1992)
- Freddie és Nessie kalandjai (1992)
- Skacok (1992)
- Túl az Óperencián (1992)
- Twin Peaks − Tűz, jöjj velem! (1992)
- Végzet (1992)
- Ábrahám (1993)
- CB4 (1993)
- Ég és föld (1993)
- Az év újonca (1993)
- Két és fél kém (1993)
- Linda (1993)
- Mindent a győzelemért (1993)
- Most jövök a falvédőről (1993)
- Nesze semmi, fogd meg jól! (1993)
- Örökifjú & Tsa. (1993)
- A Rózsaszín Párduc 8 (1993
- A Sárkány - Bruce Lee élete (1993)
- Szenzációs recepciós (1993)
- A 3 nindzsa visszarúg (1994)
- Beverly Hills-i zsaru 3. (1994)
- Egy híján túsz (1994)
- Esküdt ellenség (1994)
- Háború (1994)
- Jákob (1994)
- Leselkedők 3. (1994)
- Mindenki másképp kívánja (1994)
- Nyakunkon az élet (1994)
- A paradicsom foglyai (1994)
- Rendőrvicc (1994)
- A rettegés útja (1994)
- A sors kegyeltje (1994)
- A tökéletes testőr (1994)
- Úgy szeretem így (1994)
- Világgá mentem (1994)
- Világverők (1994)
- Büszkeség és balítélet - 1. rész (1995)
- Darkman 2. - Durant visszatérése (1995)
- Drága barát (1995)
- A Dumbo-hadművelet (1995)
- Felejtsd el Párizst! (1995)
- Holtomiglan, holtodiglan (1995)
- József (1995)
- Kegyetlen város (1995)
- A kis hercegnő (1995)
- A mángorló (1995)
- Megérint a halál (1995
- Nehézfiúk (1995)
- Padlógáz (1995)
- A préda (1995)
- Shop-show (1995)
- Showgirls (1995)
- SID 6.7 - A tökéletes gyilkos (1995)
- Szahara (1995)
- Szobatársak (1995)
- Szóljatok a köpcösnek! (1995)
- 3000 röhejes filmodüsszeia (1996)
- Csont nélkül (1996)
- Darkman 3. (1996)
- Elvált nők klubja (1996)
- Hullázó kedélyek (1996)
- Marvin szobája (1996)
- Mission: Impossible (1996)
- Tanár úrnak szeretettel 2. (1996)
- Apa zűrös hete (1997)
- Eszeveszett nőcsábász (1997)
- Good Will Hunting (1997)
- Jackie Brown (1997)
- A kígyó csókja (1997
- A mennyország gyermekei (1997)
- Mimic - A júdás faj (1997)
- Sikoly 2. (1997)
- A szőke az igazi (1997)
- 54 (1998)
- Basebolondok (1998)
- A bátorság színe (1998)
- A belső ellenség (1998)
- A Bermuda-háromszög foglyai (1998)
- Bűnös ártatlanság (1998)
- Chipkatonák (1998)
- Csodaország - végállomás (1998)
- Deep Impact (1998)
- Diszkópatkányok (1998)
- Egy hulla a szobatársam (1998)n
- Életem értelme (1998)
- Fél-betépve (1998)
- Füstjelek (1998)
- Ha eljön Joe Black (1998)
- Halálos látomások (1998)
- Holt férjek társasága (1998)
- Központi pályaudvar (1998)
- A kukorica gyermekei 5. - (1998)
- Marslakó a férjem (1998)
- Nevem, Joe (1998)
- A nő kétszer (1998)
- Az óriás (1998)
- Patch Adams (1998)
- Paulie (1998)
- Pókerarcok (1998)
- Psycho (1998)
- Rejtélyes alkony (1998)
- Riválisok 4. - Figyelmeztetés nélkül (1998)
- Ryan közlegény megmentése (1998)
- Star Trek 9. (1998)
- A szerelem rabja (1998)
- A terror háza (1998)
- Zavaros vizeken (1999)
- Az Álmosvölgy legendája (1999)
- Alvin és a mókusok kalandja Frankensteinnel (1999)
- Amerikai szépség (1999)
- Az átok (1999)
- Borzalmak szigete (1999)
- Bosszúból jeles (1999)
- Derék Dudley (1999)
- Ed TV (1999)
- Egérmese 4. – Az éjjeli lény rejtélye (1999)
- Életfogytig (1999)
- A főbérlő: a halál (1999)
- Gyilkos rekord (1999)
- Happy Texas (1999)
- A hölgy, aki túl sokat tudott (1999)
- Kettős kockázat (1999)
- Kutyám, Jerry Lee 2. (1999)
- Mansfield Park (1999)
- Millennium Man - A titkos fegyver (1999)
- Mint a hurrikán (1999)
- A múmia (1999)
- Mystery Men - Különleges hősök (1999)
- Októberi égbolt (1999)
- A pálya csúcsán (1999)
- Párosban a városban (1999)
- Prérifarkas Blues (1999)
- Roswell – Támadás egy idegen bolygóról (1999)
- Szentek és álszentek (1999)
- Szép remények (1999)
- A szerelmes levél (1999)
- A szív dallamai (1999)
- A szörny (1999)
- Szupersztár (1999)
- A tábornok lánya (1999)
- Tea Mussolinivel (1999)
- A tehetséges Mr. Ripley (1999)
- Vérpadon az igazság (1999)
- Vírus - Pusztító idegen (1999)
- Beethoven 3. (2000)
- Billy Elliot (2000)
- A bűn állomásai (2000)
- A csajozás ásza (2000)
- Csibefutam (2000)
- Halálraj (2000)
- Meat Loaf: Út a pokolba és vissza (2000)
- Olasz nyelv kezdőknek (2000)
- Őslények országa 7. (2000)
- Ránk szakad az ég (2000)
- Sárkányszív 2. - Egy új történet (2000)
- Spanyol bírák (2000)
- Bizonytalan bizonyíték (2001)
- Esküvő monszun idején (2001)
- Imposztor (2001)
- Jane Doe (2001)
- Jimmy Neutron (2001)
- Kamukém (2001)
- Kikötői hírek (2001)
- Megiddo (2001)i
- Rád vagyok kattanva (2001)
- A szívem érted RAPes (2001)
- Vanília égbolt (2001)
- Zoolander, a trendkívüli (2002)
- Adaptáció (2002)
- A csendes amerikai (2002)
- Dark Blue (2002)
- Egy veszedelmes elme vallomásai (2002
- Ellopott nyár (2002)
- Félix és Rose (2002)
- Femme Fatale (2002)
- Frida (2002)
- Harlemi történet (2002)
- Hóhatár (2002)
- Holdfényév (2002)
- Indíték: előítélet (2002)
- Jóravaló feleség (2002)
- Kabinláz (2002)
- Kóla, puska, sültkrumpli (2002)
- Meztelen fegyver (2002)
- Nagy franc a kis francia (2002)
- Narancsvidék (2002)
- A negyedik fázis (2002)
- A pillangó (2002)
- Távol a mennyországtól (2002)
- A cucc (2003)
- Drakula 2. - Mennybemenetel (2003)
- Elveszett jelentés (2003)
- Az éneklő detektív (2003)
- Faragjunk férfit! (2003)
- Halálos kitérő (2003)
- Lebegés (2003)
- Magasfeszültség (2003)
- A professzor (2003)
- A szamuráj (2003)
- A texasi láncfűrészes (2003)
- Apja lánya (2004)
- Dirty Dancing 2. (2004)
- Függőség (2004)
- Hűségeskü (2004)
- A megállíthatatlan (2004)
- Angel - I/1. rész (1999)
- Az Angyal - V évad (1966)
- Csengetett, Mylord? - I évad (1988)
- Csengetett, Mylord? - II. évad (1990)
- Miért éppen Alaszka? - I/1. rész]] (1990)
- Miért éppen Alaszka? - I/2. rész]] (1990)
- Beverly Hills, 90210 - II/1. rész]] (1991)
- Csengetett, Mylord? - III évad (1991)
- Lucky Luke (1992)
- Lois és Clark: Superman legújabb kalandjai - I/1. rész (1993)
- Walker, a texasi kopó - II/1. rész (1993)
- Walker, a texasi kopó- II/7. rész (1993)
- A növények magánélete - 1. rész - 6. rész (1995)

## Díjak
- A Magyar Köztársasági Érdemrend lovagkeresztje (1994)